# تنام معكوف المنقار
تنام معكوف المنقار (الاسم العلمي: Nothoprocta curvirostris) هو نوع من الطيور يتبع جنس التنام مزيف الخلف من فصيلة التنامية.